# Constantin Guys
Ernest-Adolphe Guys de Saint-Hélène dit Constantin Guys est un dessinateur et peintre français, né le 3 décembre 1802 à Flessingue (Pays-Bas) et mort le 13 mars 1892 à Paris.

## Biographie
Constantin Guys est issu d'une famille de La Ciotat, fils de François-Lazare Guys (1752-1843), vice-consul de France et commissaire de la marine, et d'Elisabeth Betin. Très jeune, âgé d'à peine 19 ans, il s'embarque en octobre 1821 à Marseille sur un bateau danois, Le Jupiter, pour participer à la guerre d’indépendance grecque ; nombre de membres de sa famille, notamment son père, avaient depuis deux siècles fréquenté le Levant, comme négociants ou agents consulaires. Rescapé du désastre de Péta en juillet 1822, il rentre en France et débarque à Toulon en décembre ; interrogé par la police (la France interdisant alors à ses ressortissants de participer à l'insurrection), il y est retenu jusqu'en février 1823,. Il s'engage ensuite dans l'armée. 
En 1830, il acquiert une notoriété dans le domaine des arts, par des dessins et des lithographies. Toute sa vie, il demeure fidèle à ces deux modes d'expression, qui lui permettent de devenir un chroniqueur prolifique et brillant de la vie de son temps. 
En 1854 et 1855, il se rend en Crimée et illustre les événements de la guerre de Crimée pour le magazine britannique The Illustrated London News.
Il est le dédicataire du poème Rêve parisien de Charles Baudelaire (publié dans le recueil Les Fleurs du mal). Baudelaire rédige à propos de son œuvre Le Peintre de la vie moderne, que l'on peut considérer comme un essai ou un éloge, et dans lequel il définit notamment la notion de modernité.
Constantin Guys meurt le 13 mars 1892 à Paris, et est inhumé au cimetière parisien de Pantin dans la 14e division.

## Œuvres

Œuvres de Constantin Guys
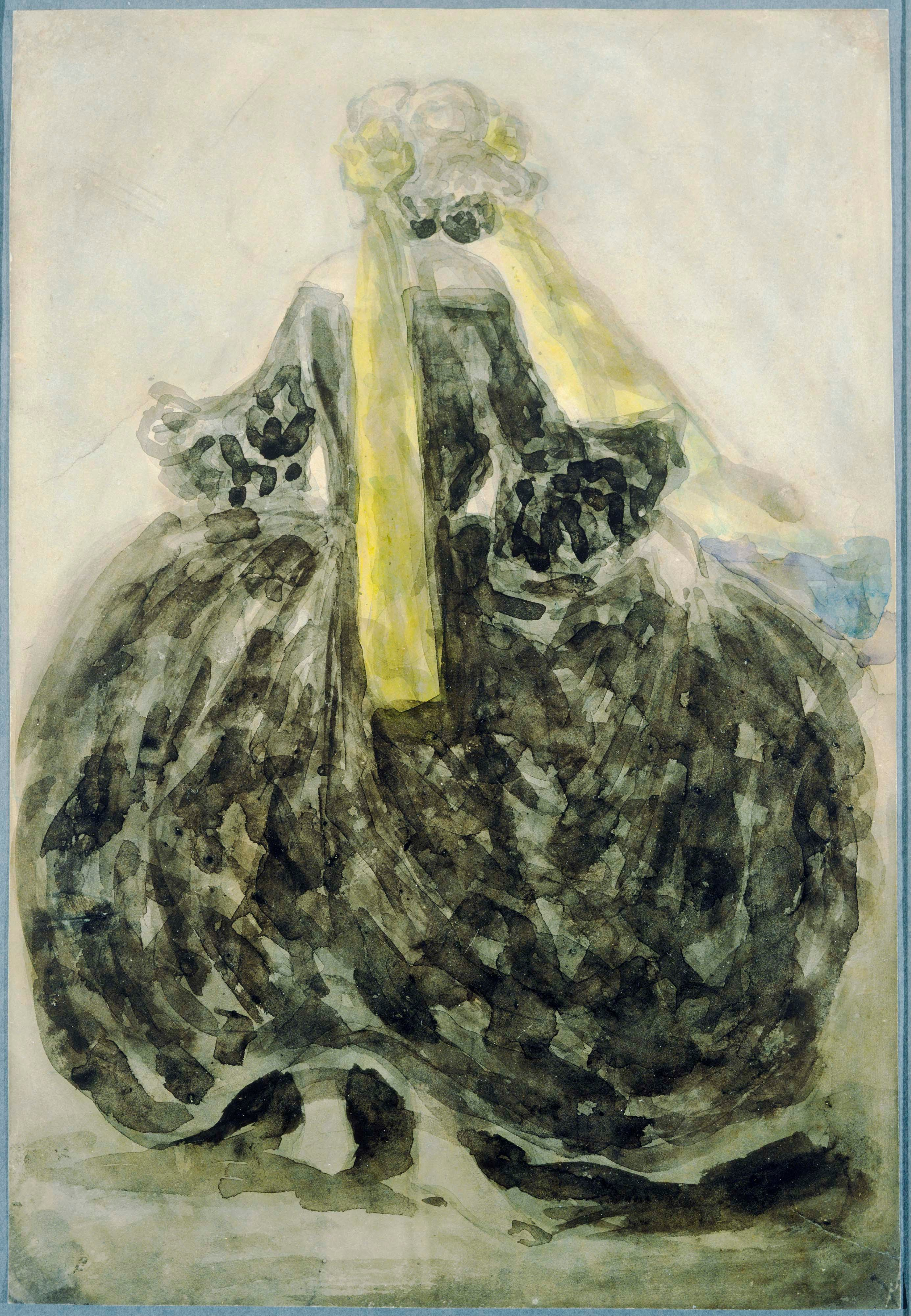
Une Élégante, Washington, The Phillips Collection.
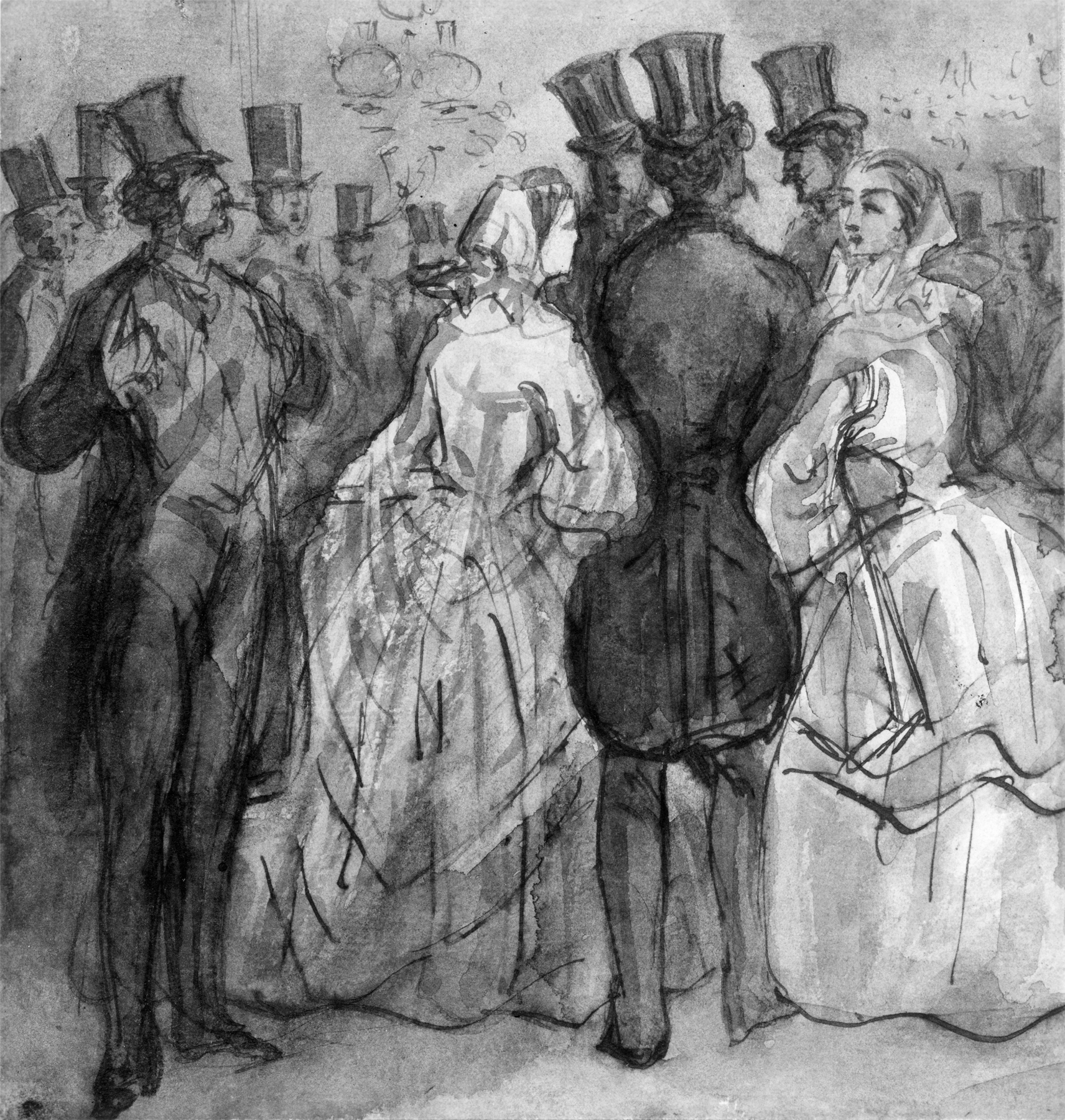
Au foyer du théatre, Baltimore, Walters Art Museum.
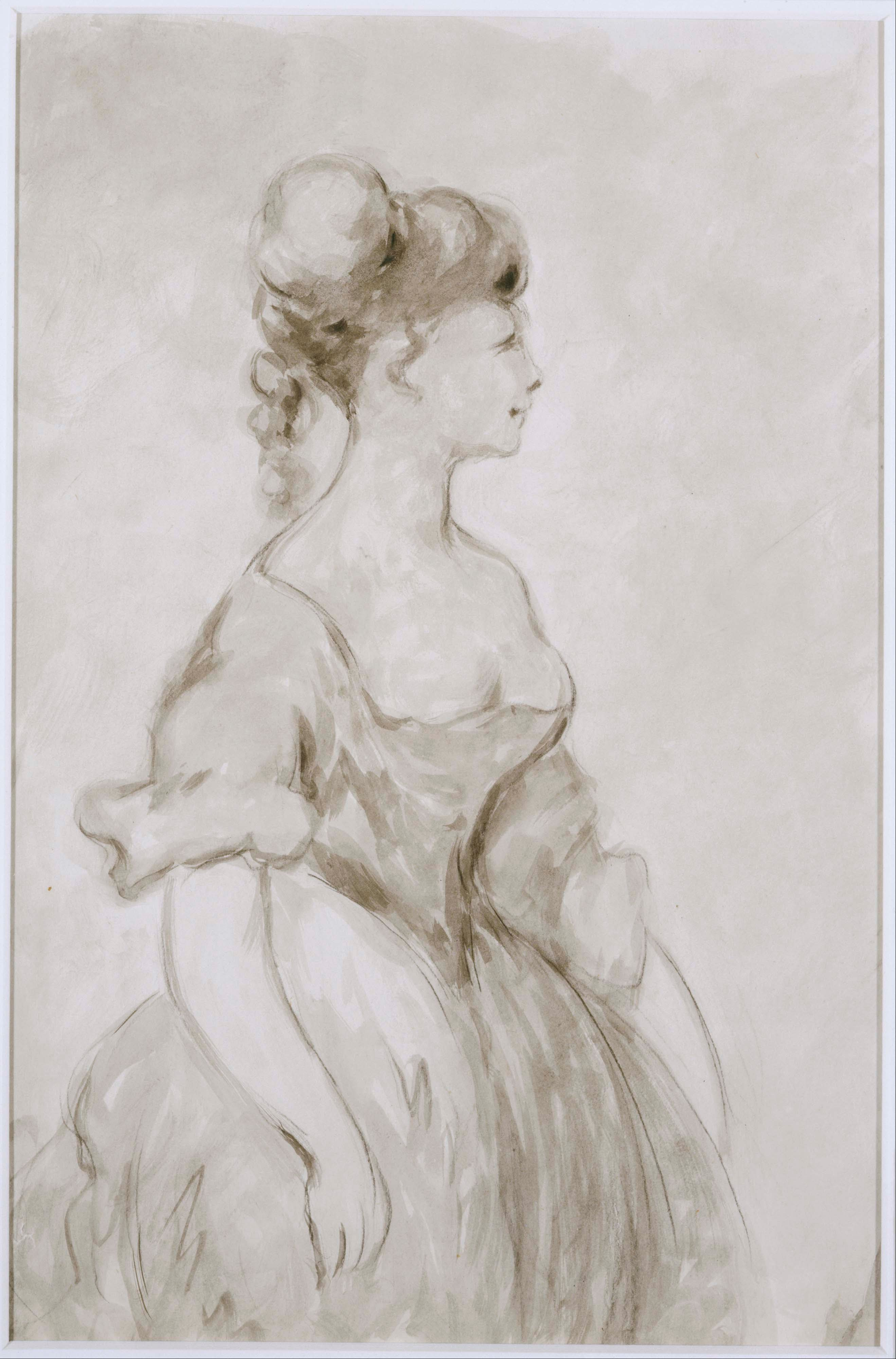
Femme en crinoline, Washington, The Phillips Collection.
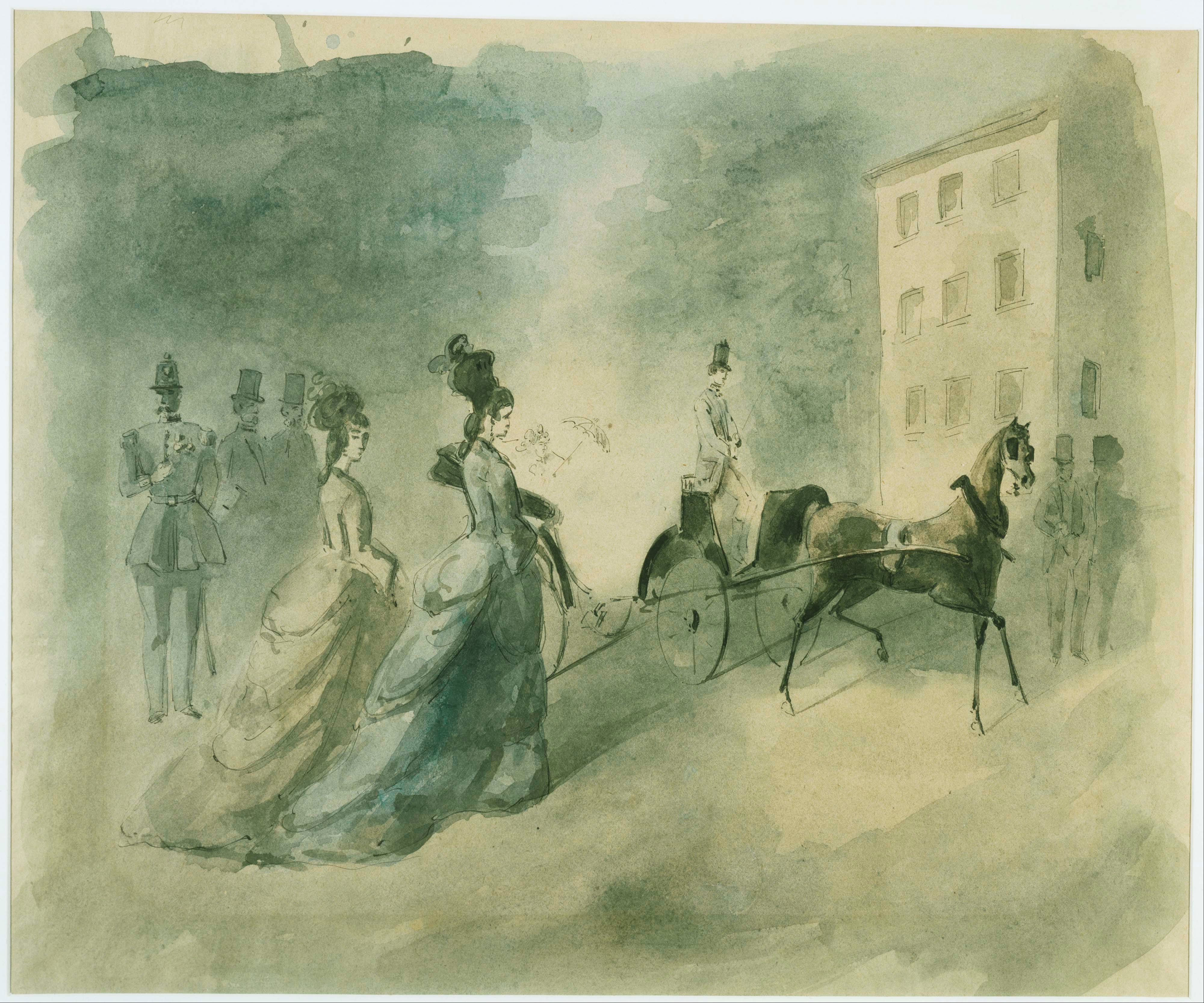
Vanité (vers  1875-1885), Washington, The Phillips Collection.
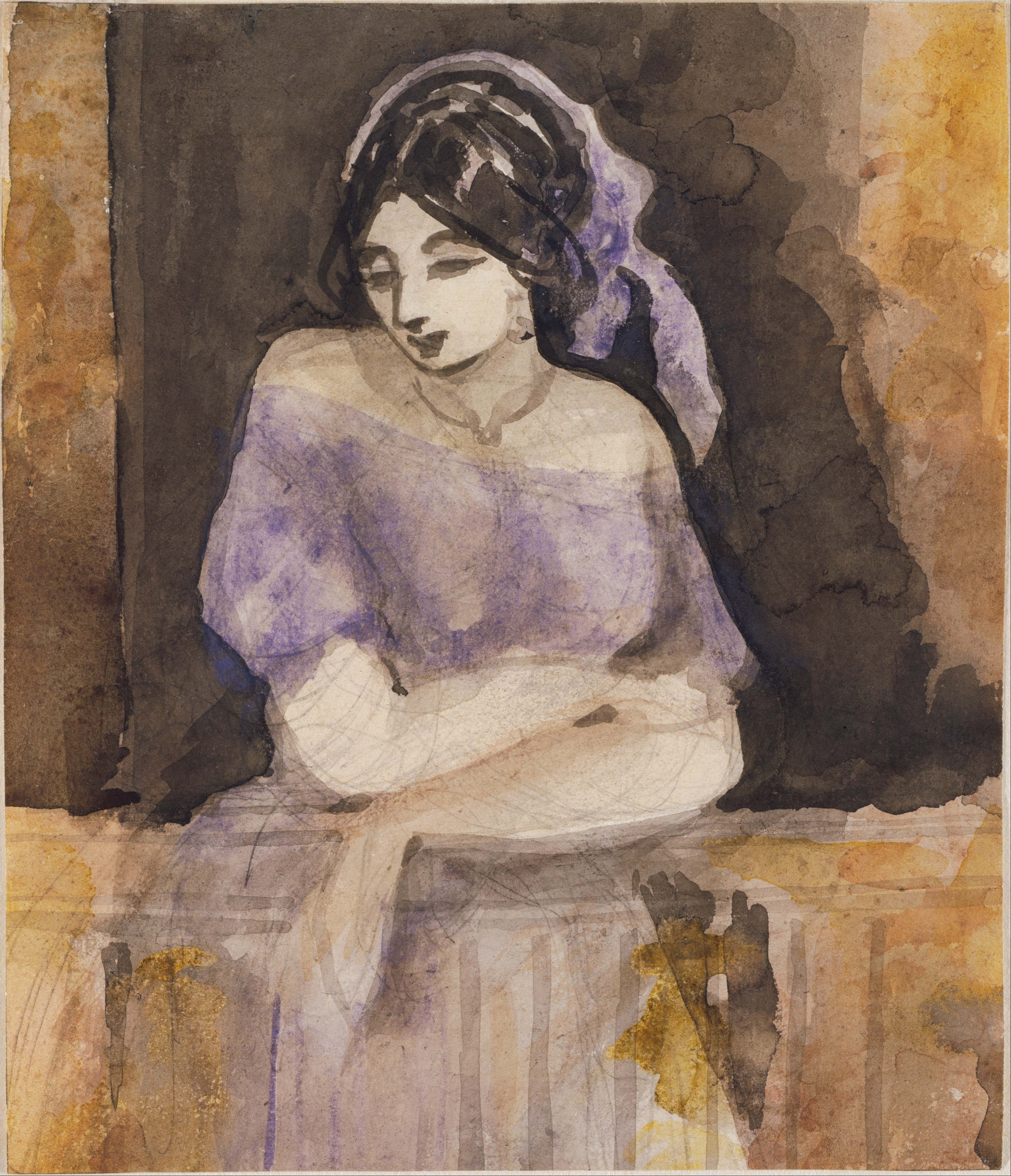
Jeune Espagnole, Washington, The Phillips Collection.
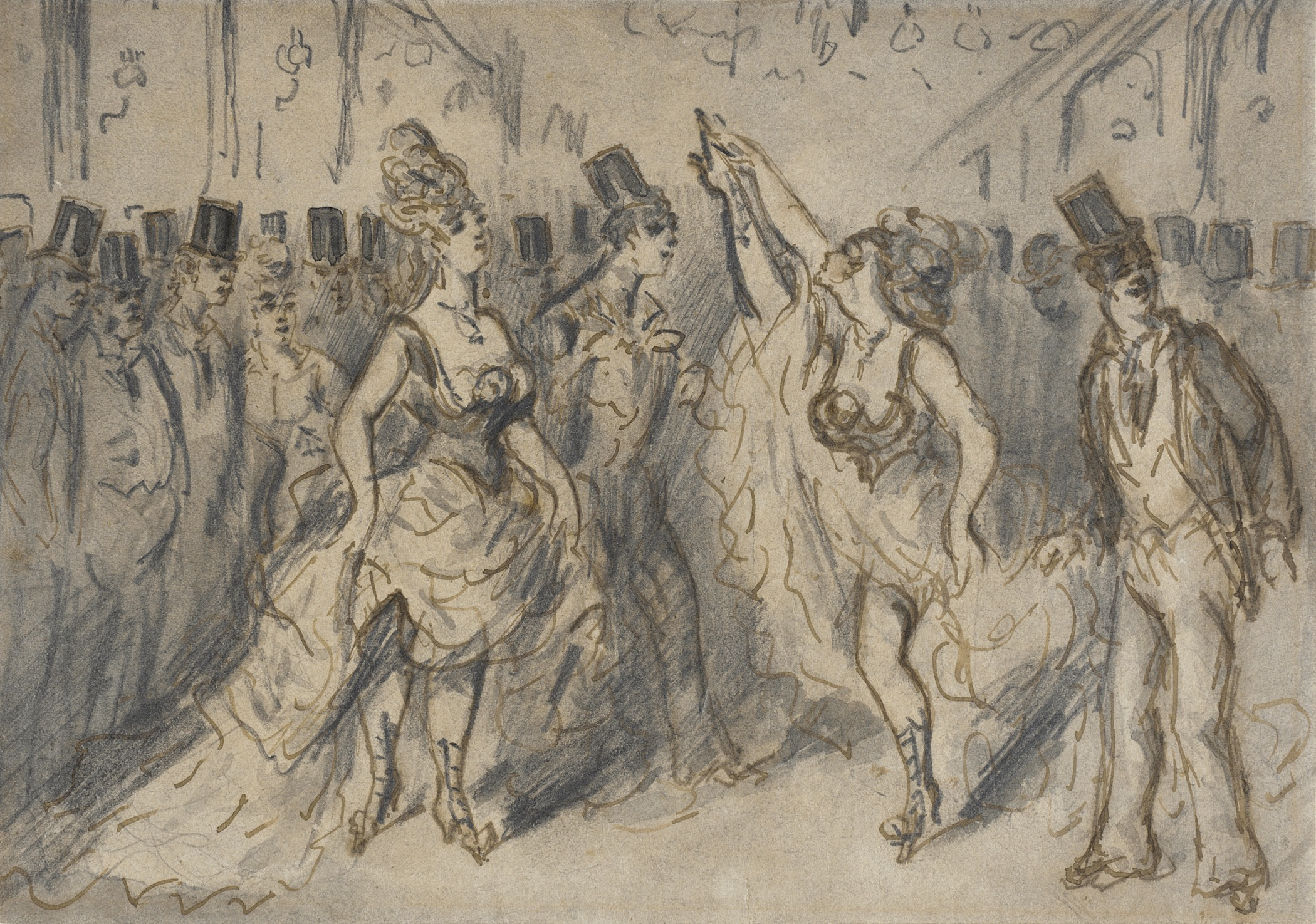
Le Chahut, musée d'art du comté de Los Angeles.

## Collections publiques

### En France
- Musée des beaux-arts d'Angers
  - Deux Ouvrières en promenade, vues de dos, encre et aquarelle sur papier[5]
  - La Promenade au bois de Boulogne, encre et gouache sur papier[6]
  - Les Honneurs militaires rendus à un équipage royal, encre sur papier[7]
  - Trois Dames espagnoles en promenade, gouache sur papier[8]
- Paris, musée du Louvre
  - À l'Entracte (1865), lavis brun et aquarelle sur papier[9]
  - Au Bal Mabille, lavis brun et aquarelle sur papier[10]
  - Au Bal public, encre et aquarelle sur papier[11]
  - Au Salon, scène de maison close, encre et lavis sur papier[12]
  - Aux Champs-Élysées, encre et lavis sur papier[13]
  - Bal public (1836), encre et lavis sur papier[14]
- Musée Carnavalet, Paris
- Musée des Beaux-Arts de la Ville de Paris Petit Palais
- Gray (Haute-Saône), musée Baron-Martin : Napoléon III au retour de la guerre d'Italie, huile sur toile, 84 x 101 cm

### Autres pays
- Washington, The Phillips Collection
  - Une Élégante, encre et aquarelle sur papier
  - Femme en crinoline, lavis sur papier
  - Vanité (vers  1875-1885), aquarelle sur papier
  - Jeune Espagnole, aquarelle sur papier
- Le Chahut, encre et lavis sur papier, musée d'art du comté de Los Angeles
- Au foyer du théâtre, encre et lavis sur papier, Baltimore, Walters Art Museum
- Promenade en carrosse (vers 1863), plume, encre et aquarelle sur papier beige, musée cantonal d'Art de Lugano[15]
- Fille, encre et lavis d'encre de Chine sur vélin ancien, Belgique, Bruxelles, Archives et musée de la Littérature [16]